# Jeanius
Albums de Jean Grae
The Orchestral Files
(2007) The Evil Jeanius
(2008)
Jeanius est le quatrième album studio de Jean Grae, sorti le 8 juillet 2008.
Cet opus, réalisé en collaboration avec le producteur 9th Wonder, devait être publié en 2004, mais, pour des raisons inconnues, sa sortie a été retardée et de nombreuses versions pirates du projet inachevé ont circulé sur internet. L'album est finalement sorti en 2008 sur le label de Talib Kweli, Blacksmith Records.
Le livret de l'album contient des photos parodiant la pochette de quatre « classiques » du hip-hop et mettant en scène Jean Grae et 9th Wonder : It Takes a Nation of Millions to Hold Us Back de Public Enemy, Only Built 4 Cuban Linx… de Raekwon, Dead Serious de Das EFX et A Wolf in Sheep's Clothing de Black Sheep.
L'album s'est classé 71e au Top R&B/Hip-Hop Albums.

## Liste des titres
| No  | Titre                                                                             | Contient un (des) sample(s) de                                    | Durée |
| --- | --------------------------------------------------------------------------------- | ----------------------------------------------------------------- | ----- |
| 1.  | Intro (Produit par 9th Wonder)                                                    |                                                                   | 2:00  |
| 2.  | 2-32's (featuring Daily Planet – Produit par 9th Wonder)                          | All Over de Phoebe Snow                                           | 4:07  |
| 3.  | Don't Rush Me (featuring 9th Wonder – Produit par 9th Wonder)                     |                                                                   | 4:14  |
| 4.  | My Story (Produit par 9th Wonder)                                                 | I Have a Dream de Norman Connors                                  | 4:31  |
| 5.  | The Time Is Over (featuring Phonte – Produit par 9th Wonder)                      | Larry's Theme de Lawrence Hilton-Jacobs Solid d'Ashford & Simpson | 3:43  |
| 6.  | Billy Killer (Produit par 9th Wonder)                                             | Uptown des Marvelettes                                            | 3:54  |
| 7.  | Think About It (Produit par 9th Wonder)                                           | Think About Me de Marlena Shaw                                    | 4:06  |
| 8.  | #8 (Produit par Khrysis – Produit par 9th Wonder)                                 | What Are You Doing the Rest of Your Life? de Shirley Bassey       | 2:24  |
| 9.  | American Pimp (featuring Median – Produit par Khrysis)                            |                                                                   | 3:12  |
| 10. | This World (Produit par 9th Wonder)                                               | If This World Were Mine de Love Unlimited                         | 3:07  |
| 11. | Love Thirst (Produit par 9th Wonder)                                              | Station Break for Love de Syreeta & G.C. Cameron High de Skyy     | 5:44  |
| 12. | Desperada (Produit par 9th Wonder)                                                |                                                                   | 3:31  |
| 13. | Smashmouth (featuring Edgar Allen Floe, Joe Scudda et K Hill – Produit par Fatin) |                                                                   | 4:59  |